# Świergotka czarnogłowa
Świergotka czarnogłowa (Psephotellus dissimilis) – gatunek średniej wielkości ptaka z rodziny papug wschodnich (Psittaculidae) pochodzącego z północnej Australii. Nie wyróżnia się podgatunków.

## Występowanie
Świergotki czarnogłowe zamieszkują endemicznie północną część Terytorium Północnego w Australii. Żyją w suchych lasach, na terenach zalewowych z przewagą melaleuk (Melaleuca), na łąkach porośniętych trawą Spinifex, na obszarach z kopcami termitów i eukaliptusami rosnącymi wzdłuż rzek i skalistych grzbietów.

## Charakterystyka

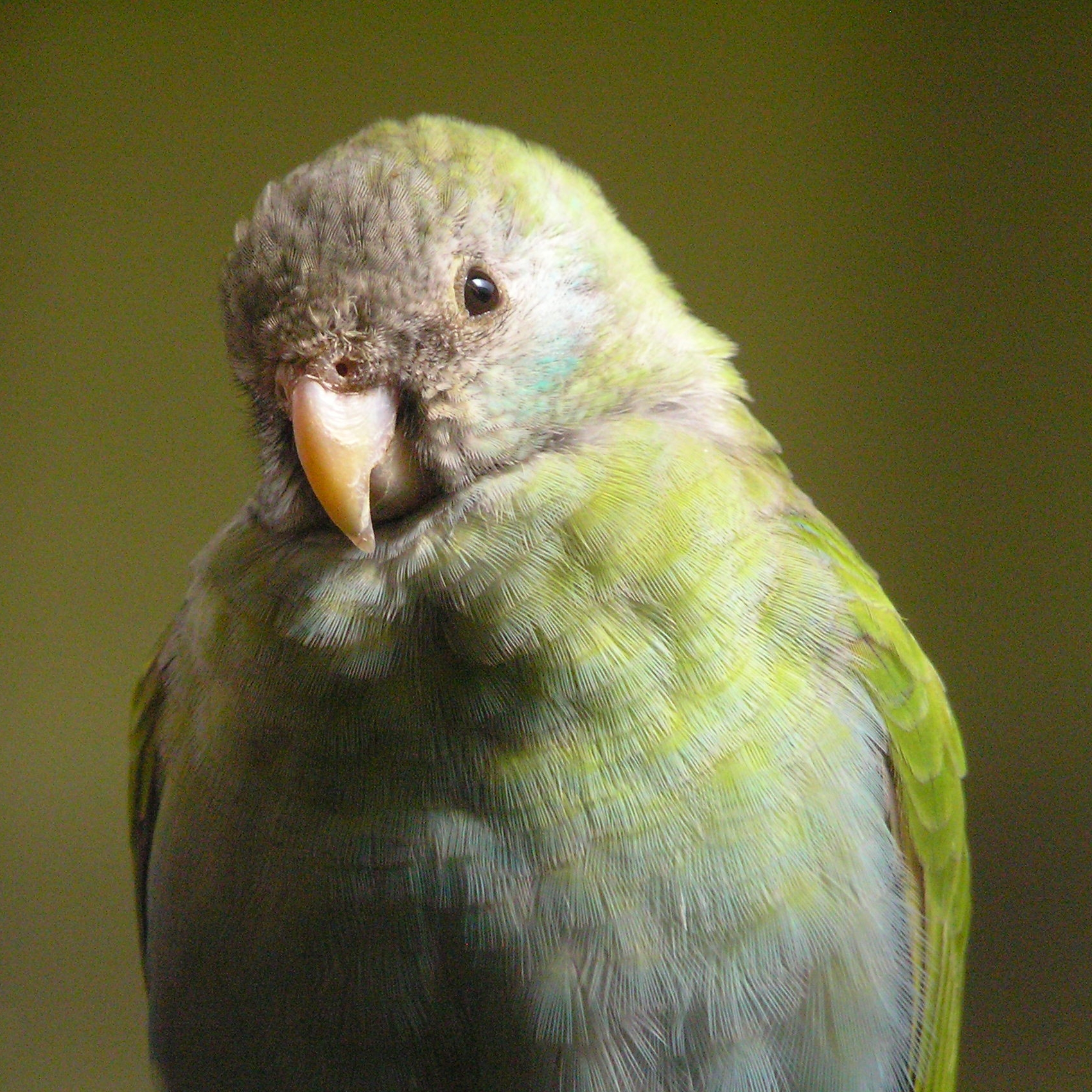
Samica świergotki czarnogłowej

### Morfologia
Ciało świergotki czarnogłowej ma długość około 26 cm przy masie ciała 50–60 g. Samiec ma czarne ubarwienie wierzchu głowy, czoło i kantarek. Część głowy poniżej oczu, szyja, pierś i brzuch są turkusowoniebieskie. Kuper jest niebieskozielony, a pokrywy podogonowe czerwonopomarańczowe. Skrzydła są ciemnobrązowe z wyraźną żółtą plamą. Ogon jest zielony z białoniebieską końcówką. Dziób jest szary, a oczy brązowe. Samice są bardziej zielone, ich czoło i wierzch głowy jest szarobrązowe. Pokrywy podogonowe są różowoszare. Młode osobniki mają ubarwienie podobne do samic.

### Zachowanie
Świergotki zwykle widziane są w parach lub małych grupach. Poza sezonem lęgowym w miejscach, gdzie dostępne jest pożywienie, gromadzą się w grupy do 100 osobników. W upalne dni chowają się między liśćmi.

#### Lęgi
Sezon lęgowy świergotek czarnogłowych trwa od końca stycznia do połowy kwietnia. Gnieżdżą się w termitierach. Samica składa tam 4–6 jaj. Średnio z połowy z nich wykluwają się młode. Inkubacja trwa 19 dni, młode są samodzielne po 5 tygodniach.

### Pożywienie
Świergotki te żywią się nasionami głównie traw wieloletnich, rzadziej jednorocznych oraz roślin zielnych. Często zdobywają pożywienie w pobliżu ostrolotów szarych (Artamus cinereus), najprawdopodobniej w celu unikania drapieżników.

## W hodowlach
Świergotki czarnogłowe są mało spotykane w hodowlach, chociaż w niektórych europejskich krajach są dosyć popularne. Wyhodowano dużo mutacji barwnych, lecz większość z nich jest rzadka, niektóre są dostępne tylko w Australii. Najbardziej rozprzestrzenioną mutacją jest żółta. Podstawą diety świergotek w niewoli są nasiona. Podawane są też między innymi owoce, warzywa i kwiaty.

## Status
Międzynarodowa Unia Ochrony Przyrody (IUCN) uznaje świergotkę czarnogłową za gatunek najmniejszej troski (LC – Least Concern) nieprzerwanie od 2000 roku; wcześniej – od 1994 roku miała ona status gatunku niższego ryzyka / bliskiego zagrożenia (LR/NT – Lower Risk / Near Threatened), a od 1988 roku – gatunku zagrożonego (T – Threatened). W 2000 roku liczebność populacji na wolności szacowano na 20 tysięcy osobników. Trend liczebności populacji uznaje się za stabilny. Zasięg występowania tego gatunku zmniejszył się, prawdopodobnie w wyniku nadmiernego wypasu i niewłaściwych reżimów wypalania traw. Gatunek ten może być czasami nielegalnie odławiany w celu handlu ptakami, ale nie stanowi to obecnie poważnego zagrożenia, ponieważ już jest powszechny w niewoli i łatwy w rozmnażaniu. Został wymieniony w Załączniku I konwencji CITES.